# ツマムラサキマダラ
ツマムラサキマダラ（褄紫斑、学名：Euploea mulciber）は、タテハチョウ科マダラチョウ亜科に分類されるチョウの1種。前翅の先部分が光の方向によって鮮やかな紫色に輝くチョウである。

## 特徴

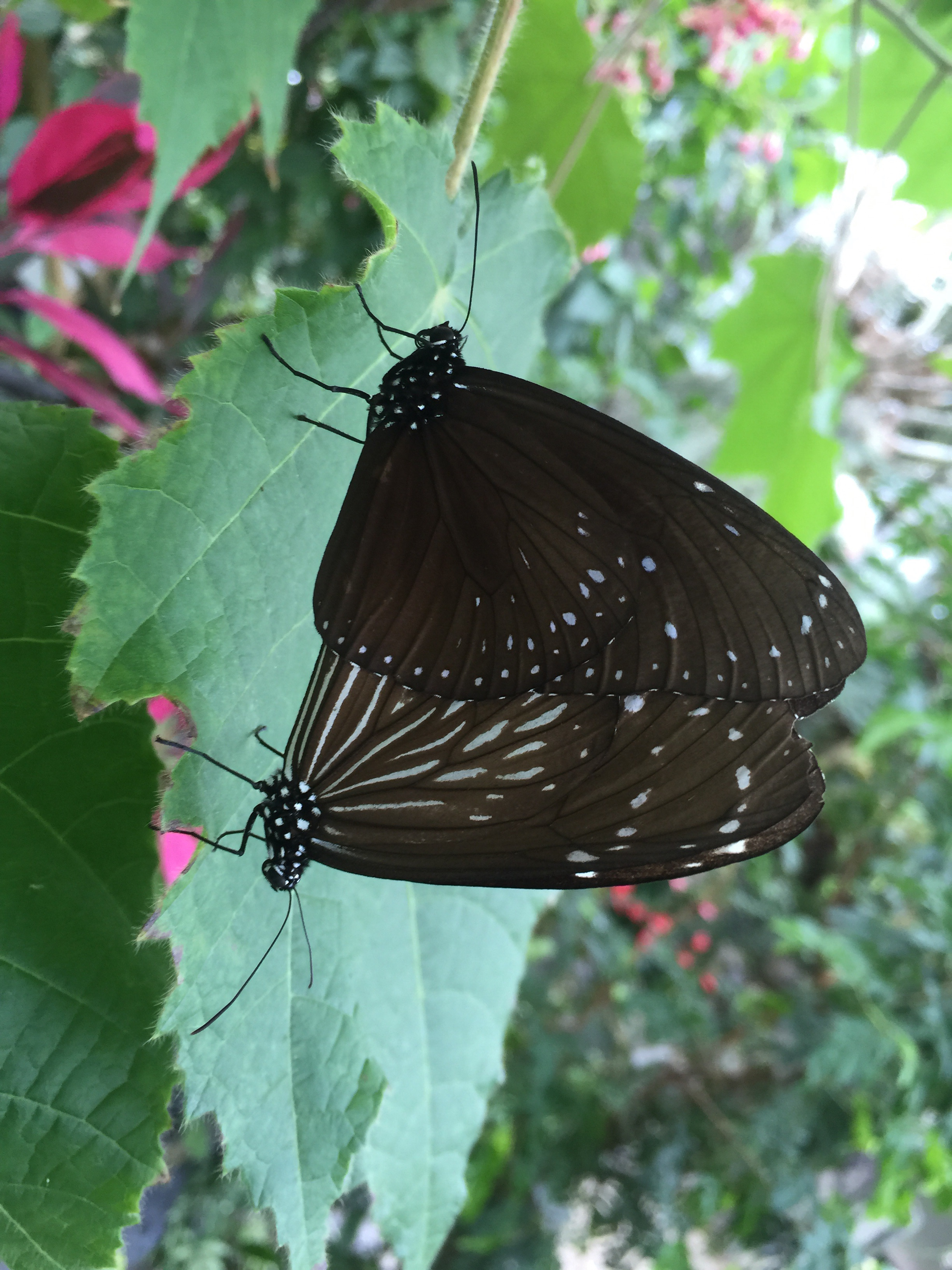
ツマムラサキマダラの交尾　 2015年5月伊丹市昆虫館で撮影

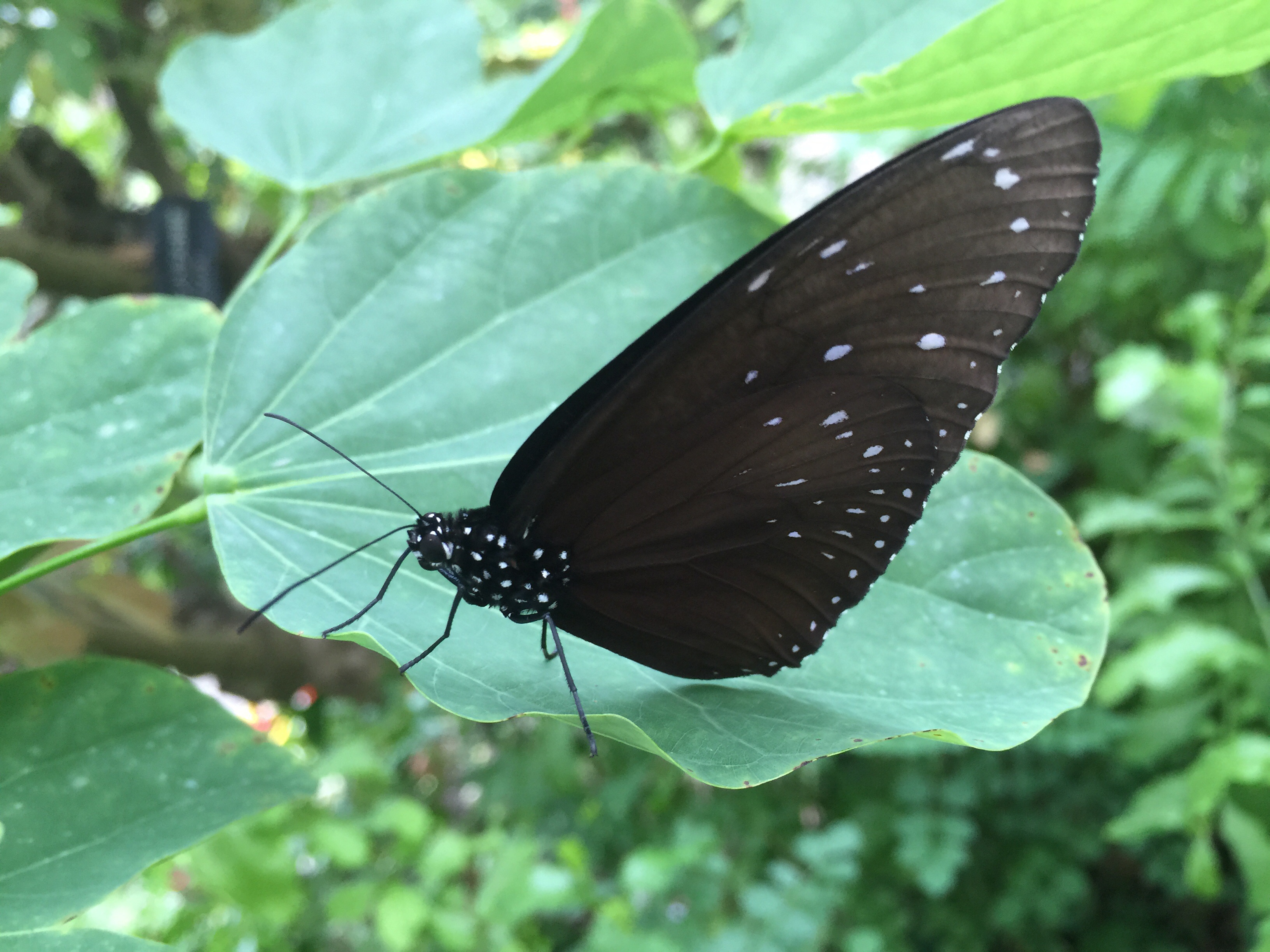
ツマムラサキマダラのオス 2015年5月伊丹市昆虫館で撮影

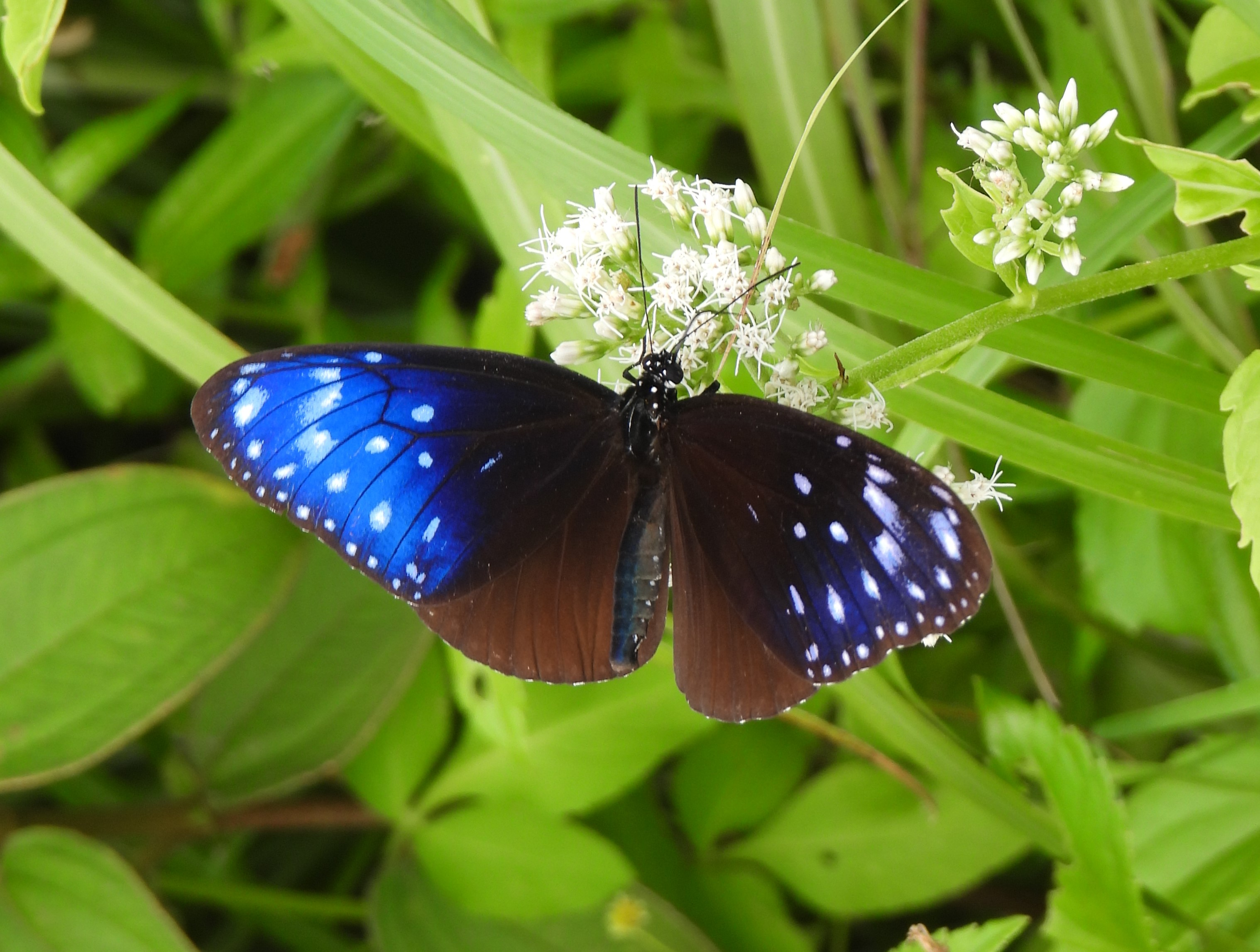
ツマムラサキマダラのオス 2024年10月　奄美大島

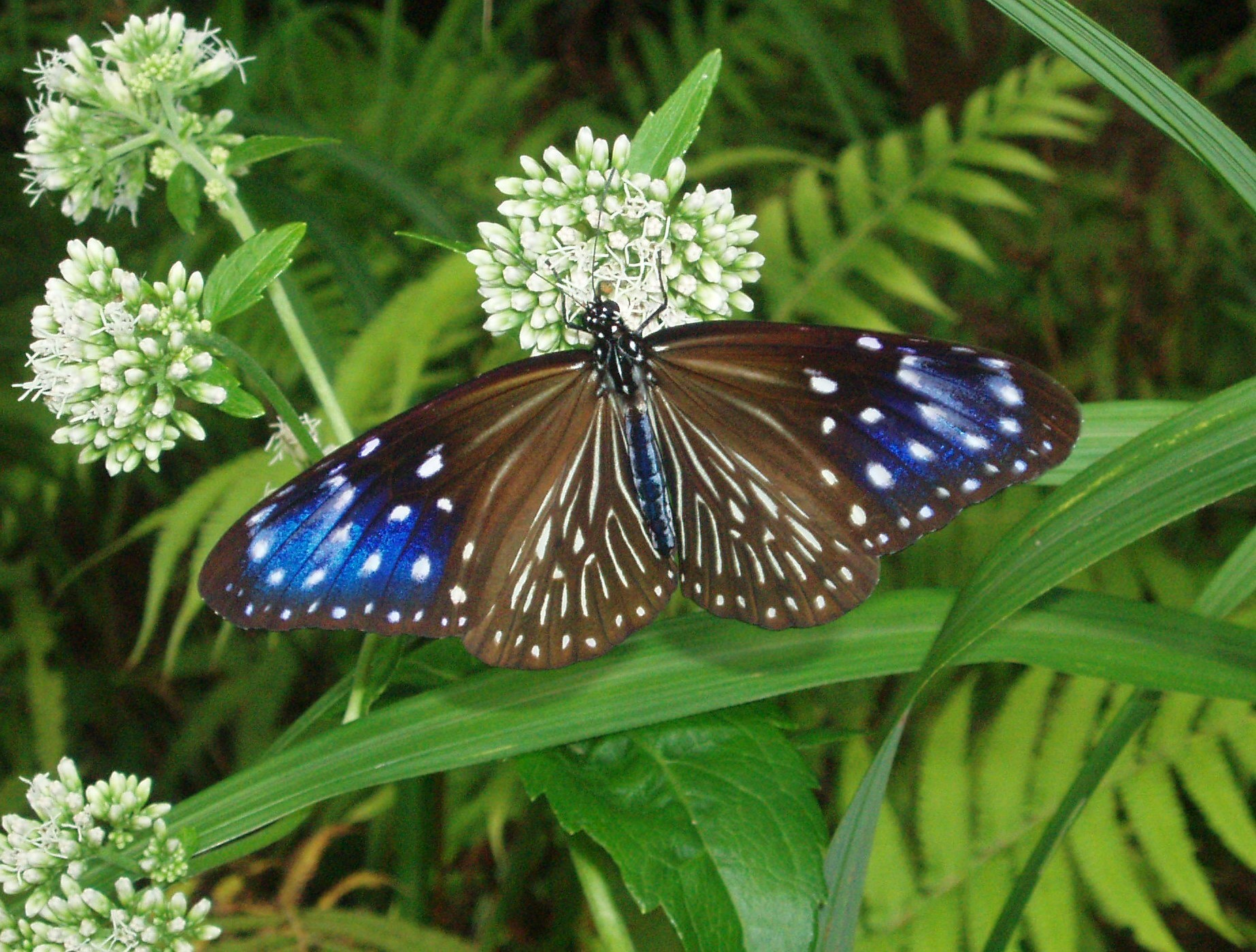
ツマムラサキマダラのメス 2006年10月　奄美大島

オスとメスの羽の模様は大きく異なり、メスは後翅に多数の白色条がある。
他のマダラチョウと同様、オスは腹部先端に性フェロモンを分泌するヘアペンシルという器官を持つ。
東南アジアに分布し、多くの亜種に分けられている。1970年代以前は台湾を分布北限とし、日本ではわずかな記録があるだけのいわゆる迷チョウだったが、1980年代に八重山諸島に台湾亜種が定着し、以後、次第に分布を北へ広げ、2000年頃には奄美大島にも定着した。